# Alloclavaria
Alloclavaria Dentinger & D.J. McLaughlin (goździenica) – rodzaj grzybów z rodziny Rickenellaceae.

## Systematyka i nazewnictwo
Pozycja w klasyfikacji według Index Fungorum: Rickenellaceae, Hymenochaetales, Incertae sedis, Agaricomycetes, Agaricomycotina, Basidiomycota, Fungi.
Takson utworzyli Bryn Tjader Mason Dentinger i David Jordan McLaughlin w 2007 roku. W 2025 r. Komisja ds. Polskiego Nazewnictwa Grzybów Polskiego Towarzystwa Mykologicznego zarekomendowała dla rodzaju Alloclavaria nazwę goździenica.
Gatunki:
- Alloclavaria orientalis Zhang Ping 2023
- Alloclavaria purpurea (O.F. Müll.) Dentinger & D.J. McLaughlin 2007 – goździenica purpurowa

Wykaz gatunków i nazwy naukowe na podstawie Index Fungorum. Nazwa polska według Komisji ds. Polskiego Nazewnictwa Grzybów.
W Polsce występuje goździenica purpurowa (przez W. Wojewodę podana pod nazwą goździeniec purpurowy Clavaria purpurea).